# Bernhard Schaffalitzky von Muckadell

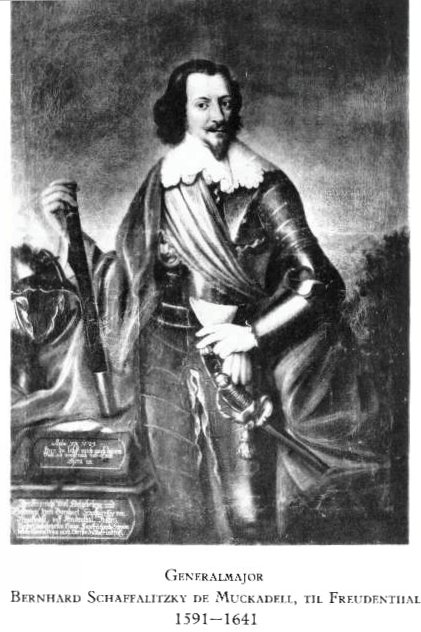

Bernhard Schaffalitzky von Muckadell (* 3. August 1591 in Brackenheim; † 21. Oktober 1641 in Paris) war ein schwedischer Generalmajor und württembergischer Diplomat im Dreißigjährigen Krieg.
Sein Vater war Sebastian Schaffalitzky von Muckadell (1551–1624) und stammte ursprünglich aus Mähren. Inzwischen war er aber Gutsherr auf Freudental bei Besigheim. Er war zudem Obervogt von Brackenheim sowie Inspektor der Landesfestungen. Seine Mutter war Benigna von Griesheim (* 1562; † 19. Februar 1633).

## Leben

### Zwischen Kaiser und König, Tod
Er kam in frühester Jugend als Page an den Württemberger Hof und wurde zusammen mit dem späteren Herzog Johann Friedrich erzogen.
1604 kam er in das württembergische Mömpelgard. Von hier ging es weiter nach Calais, wo er sich als Soldat anwerben ließ. In den Niederlanden kam er in die Leibgarde von Moritz von Oranien und stieg dort bis zum Offizier auf. 1614 ging er nach Malta. Er wurde Malteser Ritter und kämpfte auf den Galeeren der Ordensflotte im Mittelmeer gegen die Osmanen.
Schon 1615 wechselte er auf die Galeeren von Cosimo II. de’ Medici. Nach einem Duell musste er aber nach Württemberg fliehen.
Im gleichen Jahr machten die Venezianer ihn zum Kommandanten über 600 Mann, mit denen er gegen Ferdinand II. zu Felde zog. Bei der Belagerung der Festung Gradiska im Juni 1617 wurde er verwundet und gefangen genommen, aber wieder ausgelöst. Er kämpfte bis 1626 gegen die Österreicher, die ihn sogar steckbrieflich suchten.
1626 wurde er aber von Herzog Johann Friedrich zum Kriegsrat ernannt und auf diplomatische Missionen geschickt. So kam er 1631 auch zum schwedischen König Gustaf Adolf, der ihn in seine Dienste nahm.
Nach dem Sieg der Schweden in der Schlacht bei Rain am Lech im April 1632 eskortierte er die schwedische Königin Maria Eleonora von Brandenburg von Frankfurt nach Ulm.
Am 7. August 1632 führte er 1.000 Reiter in die Grafschaft Hohenberg, die die Schweden bis 1634 besetzt hielten. Er eroberte dabei die Ortschaft Korb (Württemberg). Im Herbst 1632 konnte er einen Einfall von kaiserlichen Truppen in den Kraichgau abwehren.
Im Dezember 1632 liegt er mit seinen Truppen vor Freiburg, das sich am 28. Dezember nach einer Zahlung von 30.000 Gulden akkordiert. Schaffalytzky selbst wurde vom Rat mit Produkten der örtlichen Achatschleiferei bedacht.
Nach der Belagerung von Überlingen wurde er im Mai 1634 zum Verantwortlichen für die Region Schwarzwald-Bodensee-Oberschwaben. In dieser Eigenschaft baute er die Stadt Buchhorn (heute Friedrichshafen) zur Festung mit Hafen aus und stationierte dort eine Kriegsflotte.
In diesem Jahr besetzte er für den Herzog von Württemberg Eberhard III. für 8 Wochen die Stadt Waldshut. In der Schlacht bei Nördlingen vom 6. September 1634 wurden die Schweden geschlagen und Schaffalitzky von Muckadel geriet in Gefangenschaft. Die Schweden verließen auch die Stadt Buchhorn. Nach seiner Freilassung ging er nach Straßburg, wohin seine Familie geflüchtet war.
1638 befand er sich im Heer des Bernhard von Sachsen-Weimar und entsetzte mit Georg Christoph von Taupadel das von Kaiserlichen besetzte Stuttgart. Von hier nahm er an der Belagerung von Breisach teil, wo er nach der Schlacht bei Rheinfelden kurz in Gefangenschaft geriet. Etwas später wurde er auf dem Weg von Basel in das Lager von Bernhard bei Neuenburg erneut von Kaiserlichen aufgegriffen. Dieses Mal blieb er aber bis Mai 1640 in Gefangenschaft.
Bernhard schickte ihn noch nach Frankreich, um mit Kardinal Richelieu zu verhandeln. Begleitet wurde er dabei von seinem Sohn und dem Dichter Jesaias Rompler von Löwenhalt. Er starb im Jahr 1641 in Paris.
Nach seinem Tod wurde seine Leiche erst nach Straßburg gebracht und letztlich am 7. Oktober 1667 in der Kirche St. Johannes in Brackenheim begraben, wo sein Grabstein noch zu finden ist.

## Familie
Er heiratete am 1. Oktober 1620  Margeretha Elisabeth von Witzleben (* 29. Juni 1594; † 18. Oktober 1661), eine Tochter von Peppo von Witzleben zu Freudenthal und dessen zweiter Ehefrau Veronica Gadner von Gameck. Es sind folgende Kinder bekannt:
- Bengia Veronica  (* 1. Februar 1622 in Stuttgart; † 2. November 1690) ⚭ Friedrich Ludwig von Janowitz (1618–1673)
- Bernadine (* 6. Oktober 1624) ⚭ Philipp Ludwig von Neipperg (* 1615; † 1685)[2]
- Ernst Christoph  (* 9. Dezember 1626; † 21. November 1661, Stuttgart)  ⚭ 8. Juli 1650 Juliane Agnes von Sperberseck (Spertersech) (* 16. Oktober 1627)
- Margarete Elisabeth    (* 25. Juni 1637; † 31. Januar 1646)